# Ноократия
Ноокра́тия (др.-греч. νοῦς «разум» + κράτος «власть») — вид политического устройства или социальной системы общества, которая «основана на приоритете человеческого разума» при формировании ноосферы Земли согласно представлениям учёного Владимира Вернадского и французского философа Пьера Тейяра де Шардена.
В широком смысле — совокупность теоретических философских концепций, обосновывающих эволюционную необходимость перехода от демократии к более совершенной форме государственного правления — власти интеллектуальной элиты с рациональным мышлением, выступающей в роли главной направляющей силы научно-технического прогресса и социально-экономического процветания общества.
Ноократы — высокопрофессиональные специалисты по организации интеллектуального управления обществом и повышения качества жизни людей на основе широкого внедрения достижений науки и техники или же просто сторонники ноократии.
В условиях глобализации ноократическое правление планетарной цивилизацией людей проявляется, главным образом, в виде взвешенного коллективного разума при принятии различных международных соглашений, деклараций и договоров о взаимодействии стран.

## Ноократия в фантастике
- В фантастическом романе-утопии английского писателя Герберта Уэллса «Люди как боги» (1923) дано описание ноократического общества, процветающего на планете Утопия — копии Земли из параллельного мира.

- Футурологическая книга «Сумма технологии» Станислава Лема описывает по сути потенциальные возможности ноократии в развитии «подхода Конструктора» для предсказания дальнейших путей автоэволюции человеческого разума и земной цивилизации.

- В фантастических социальных романах-предвидениях «Час быка», «Туманность Андромеды», «Лезвие бритвы» известного советского ученого и писателя Ивана Ефремова описывается коммунистическое общество будущего, в котором глубокие научные знания о природе и человеке позволяют непрерывно уменьшать количество человеческих страданий и увеличивать количество счастья, красоты и гармонии во всех сферах жизни.